# Armin Wankmüller
Armin Wankmüller (* 15. Mai 1924 in Tübingen; † 20. April 2016 ebenda) war ein deutscher Apotheker und Pharmaziehistoriker.

## Leben
Armin Wankmüller wuchs in Nürtingen auf und begann 1942 ein Chemiestudium. Dieses wurde durch den Krieg unterbrochen. Nach dem Krieg setzte er sein Studium fort und studierte Pharmazie. Dieses schloss er 1951 mit dem Staatsexamen ab. 1954 promovierte er in Tübingen mit einer Arbeit über Papierchromatographie und Elektrophorese.
Von 1952 bis 1958 war er maßgeblich am Aufbau der Tübinger Universitätsapotheke beteiligt. 1958 verließ er die Universitätsapotheke, um als selbstständiger Apotheker bis 1988 in Tübingen die „Uhland-Apotheke“ zu leiten. 
Schon während seines Studiums begann er sich für die Geschichte der Pharmazie zu interessieren. Er war Gasthörer im Fach Neuere Geschichte und bald erschienen erste Veröffentlichungen. Vor allem die Pharmaziegeschichte der württembergischen Heimat stand bei seinen Forschungen im Vordergrund, außerdem die Betrachtung der Apothekerausbildung an der Universität, die Geschichte einzelner Apotheken bis hin zum Verbleib ausgewanderter württembergischer Apotheker in Amerika. Insgesamt zählt man 700 von ihm verfasste Publikationen.
Viele seiner Ergebnisse sind in der von ihm 1950 gegründeten und bis Ende 1995 im Selbstverlag herausgegebenen Zeitschrift Beiträge zur württembergischen Apothekengeschichte zu finden. Seine Forschung ging auch über die Grenzen Württembergs hinaus, so forschte er zum Beispiel zur Apothekenentwicklung in der Schweiz. Seit 1981 nahm Armin Wankmüller Lehraufträge an der Universität Tübingen wahr, für Geschichte der Naturwissenschaft unter besonderer Berücksichtigung der Pharmaziegeschichte und andere Lehrveranstaltungen. 1989 ernannte ihn die Universität Tübingen zum Honorarprofessor.
Er war lange Jahre im Vorstand der Deutschen Gesellschaft für Geschichte der Pharmazie (DGGP) und der Internationalen Gesellschaft für Geschichte der Pharmazie (IGGP) aktiv. Er organisierte 1998 die Biennale in Ulm und betreute die Deutsche Pharmazeutische Zentralbibliothek in Stuttgart.

## Ehrungen
Für seine Lebensleistung erhielt Wankmüller viele Würdigungen. Er erhielt die Schelenz-Plakette (1970), die Sertürner-Medaille (1977), die Urdang-Medaille (1991), die Ehrennadel der Deutschen Apotheker (1994) und die Johannes-Valentin-Medaille in Silber (1999). 2001 wurde ihm die Ehrenmitgliedschaft der Deutschen Gesellschaft für Geschichte der Pharmazie verliehen, zusammen mit der Verleihung des Bundesverdienstkreuzes durch Friedhelm Repnik.